# Lymantria asiatica
Lymantria asiatica este o specie de molii din genul Lymantria, familia Lymantriidae, descrisă de Vunkovskij 1926 Conform Catalogue of Life specia Lymantria asiatica nu are subspecii cunoscute.